# Mestre Marcelo
Mestre Marcelo (* 18. August 1972 als Marcelo Anderson Cândido in Ribeirão Preto, São Paulo, Brasilien) ist ein brasilianischer Capoeira-Meister.

## Leben
Im Alter von neun Jahren begann Mestre Marcelo Capoeira in Riberão Preto, São Paulo, Brasilien, bei Mestre Euclides, Oripim zu trainieren. Nachdem sein Bruder José Mario Cândido, Mestre Fumaça, in seine Heimatstadt zurückkehrte, wechselte Mestre Marcelo zu seinem Bruder, um Capoeira zu trainieren. 1992 erhielt Mestre Marcelo den Grad des Lehrers (Professor) in der Capoeira. Ein Jahr später wurde Mestre Marcelo Mitglied des kürzlich zuvor gegründeten nationalen Capoeira-Verbandes Confederação Brasileira de Capoeira (CBC), um aus der Capoeira einen Nationalsport zu machen. 1997 wurde er offiziell durch Mestre Fumaça und den CBC zum Contra-Mestre graduiert, 2005 zum Meister (Mestre).

## Schaffen
Mestre Marcelo gründete 1992 die Capoeiragruppe Expressão Paulista de Capoeira. Als Capoeiralehrer war er an der Privatschule Liceu Albert Sabin in Riberão Preto, an dem Gymnasium Carlos Chargas und an der Universität Barão de Mauá von 1994 bis 1999 tätig. Im Zeitraum 1995 bis 2000 wurde Mestre Marcelo in der Leichtgewichtsklasse fünffacher brasilianischer Meister im brasilianischen Capoeirawettkampf. 1996 wurde er als bester Sportler des Jahres vom Brasilianischen Olympischen Komitee (COB) ausgezeichnet. Seit 2000 lebt und arbeitet Mestre Marcelo in Hamburg.